# Jan Hertz
Jan Hertz (født 8. juli 1949 i Hellerup) er en dansk skuespiller, instruktør, scenekunstner og tidligere teaterdirektør.
Jan Hertz er uddannet fra udenlandske skoler. og fra Skuespillerskolen ved Aarhus Teater i 1974. Han var kunstnerisk leder af turneteatret Gentofte Scenen 1978-1981. Han var fra 1989 til 1997 direktør for Amager Scenen, og Tivolis underholdningschef 1999-2001. Instruktionsopgaver i Danmark og i Sverige.

## Udvalgt filmografi
- Piger i trøjen 2 (1976)
- Fængslende feriedage (1978)
- Attentat (1980)
- Den kroniske uskyld (1985)
- Elvis Hansen - en samfundshjælper (1988)
- Mord i Paradis (1988)
- Krummerne (1991)
- Krummerne 2 - Stakkels Krumme (1992)
- Kærlighed ved første desperate blik (1994)
- Olsen-bandens sidste stik (1998)
- Den eneste ene (1999)
- Klinkevals (1999)
- Bag det stille ydre (2005)
- Krummerne - Så er det jul igen (2006)

### Tv-serier
- En by i Provinsen (1977-1980)
- Charlot og Charlotte (1996)
- Krummernes Jul (1996) (julekalender)

## Eksterne links
- Jan Hertz' personlige hjemmeside
- Jan Hertz på Internet Movie Database (engelsk)
- Jan Hertz på Filmdatabasen
- Jan Hertz på danskefilm.dk
- Jan Hertz på danskfilmogtv.dk
- Jan Hertz på Scope
- Jan Hertz på Svensk Filmdatabas (svensk)
- Jan Hertz på The Movie Database (engelsk)